# Bobadilla
Pour les articles homonymes, voir Bobadilla (homonymie).

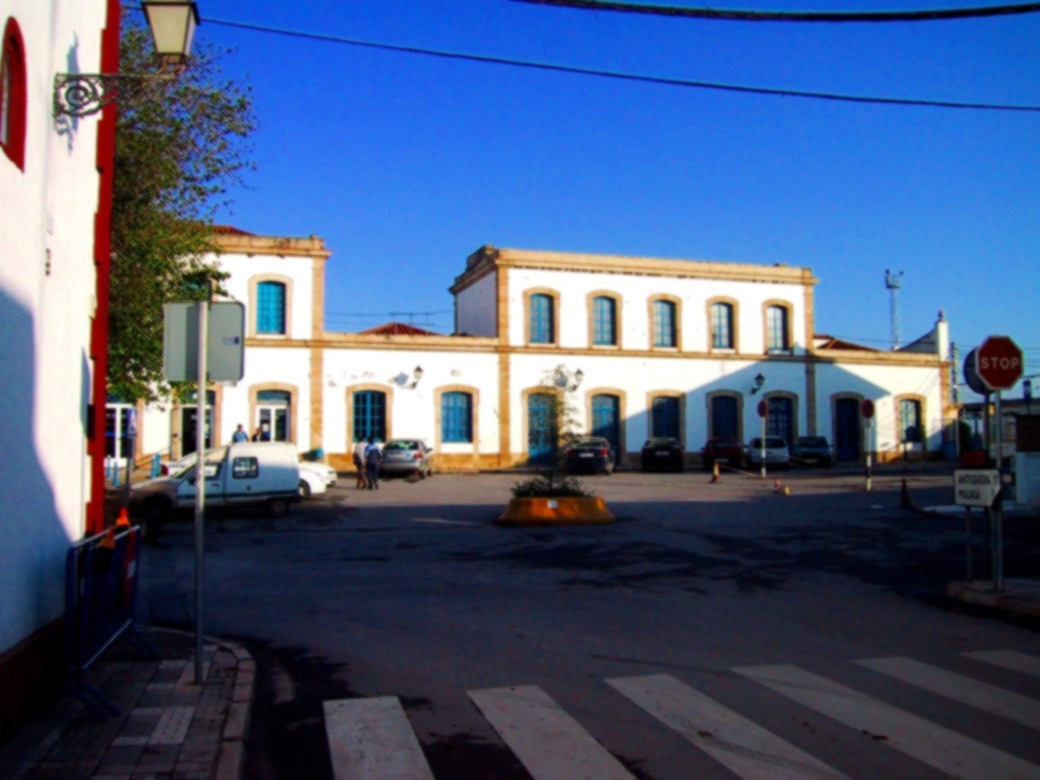

Bobadilla est une ville appartenant à la municipalié d'Antequera dans la province de Malaga en Andalousie, dans le sud de l'Espagne.
La ville est le principal nœud ferroviaire d'Andalousie, et l'un des plus importants à la fois pour passagers et fret. 